# EmDrive

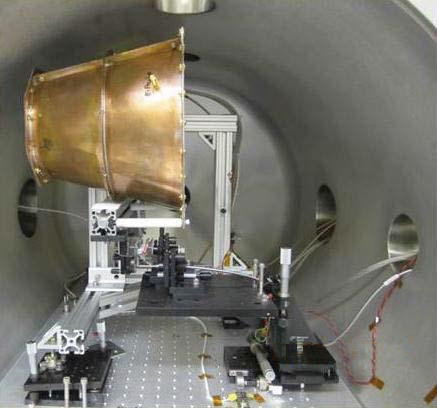
Model silnika EmDrive używany do eksperymentów przez NASA w latach 2013 - 2014.

EmDrive (RF resonant cavity thruster) – hipotetyczny sposób napędu statków kosmicznych w zamierzeniu mający działać dzięki samej energii elektrycznej, bez jakiegokolwiek gazu pędnego ani znaczącego promieniowania elektromagnetycznego opuszczającego statek. Urządzenie zostało opracowane przez Rogera Shawyera - inżyniera, założyciela Satellite Propulsion Research Ltd.
Dotychczas nie ma niepodważalnych danych eksperymentalnych wskazujących na to czy urządzenie w rzeczywistości działa, tak jak uważają jego konstruktorzy.  Według krytyków, zasada działania urządzenia narusza znane zasady fizyki.

## Budowa i założenia teoretyczne
Żadne współcześnie znane zasady fizyki nie potwierdzają możliwości działania tego urządzenia. Wszystkie hipotezy na ten temat są niepotwierdzonymi spekulacjami.
Teoria działania ma opierać się na efektach relatywistycznych. Główną część urządzenia stanowi rezonator mikrofalowy zamykający promieniowanie mikrofalowe dostarczane przez magnetron. Jeden z końców rezonatora jest szerszy od drugiego, a jego wymiary są dobrane tak, by zapewnić rezonans dla fal elektromagnetycznych o określonej długości. Dzięki temu fale te rozchodząc się w kierunku szerszego końca mają przyspieszać, natomiast w kierunku węższego końca spowalniać. W wyniku różnych prędkości przemieszczania czoła fali mają wywierać różne ciśnienia promieniowania na przeciwległe końce rezonatora i w ten sposób ma powstawać niezerowy ciąg poruszający statek.
Argentyński fizyk Minotti opublikował hipotezę, że za działanie Emdrive może odpowiadać szczególna klasa teorii grawitacji skalarno-tensorowych.
Brytyjski fizyk McCulloch tłumaczy działanie EmDrive w oparciu o jego niepotwierdzoną jeszcze teorię kwantyzowanej bezwładności, zwaną także teorią MiHsC. Teoria ta, jeśli chodzi o jej zastosowanie do Emdrive, przewiduje między innymi, że zwiększenie współczynnika Q oraz umieszczenie dielektryka w stożku lub w cylindrze na jednym z jego końców, spowoduje wzrost ciągu Emdrive.
Fińscy fizycy tłumaczą działanie EmDrive przekształcaniem mikrofal w fotony, które wydostają się z zamkniętej przestrzeni wywołując ciąg.
Portugalscy fizycy (jak również niektórzy pracownicy NASA z Eagleworks Laboratories) tłumaczą działanie EmDrive w oparciu o teorię fali pilotującej.
W lipcu i wrześniu 2016 zostały opublikowane chińskie patenty dr Yue Chena z Chińskiej Akademii Technologii Kosmicznych (CAST) odnośnie do różnych projektów EmDrive mających za zadanie poprawić ciąg napędu.
W październiku 2016 Shawyer uzyskał brytyjski patent na drugą generację EMDrive(tekst patentu) oraz patent międzynarodowy.
Taylor z U.S. Army Space and Missile Defence Command w 2017  opublikował pracę, z której wynika (przy założeniu, że teoria kwantyzowanej bezwładności (MiHsC) McCullocha jest prawdziwa), że można uzyskać znacznie większy ciąg (30 N ciągu na 1 kW energii elektrycznej) stosując zamiast mikrofal jak najkrótsze długości fal, np. używając laserów niebieskich lub ultrafioletowych. Innymi słowy 1 kW energii elektrycznej dostarczy w przybliżeniu 30 m/s² przyspieszenia każdemu 1 kg masy.

## Krytyka
Zdaniem dr. John P. Costella, Shawyer „nie rozumie praw fizyki” i popełnia m.in. podstawowy błąd, nie uwzględniając w swoich diagramach siły wywieranej przez promieniowanie na ściany boczne rezonatora. Także dr Michael E. McCulloch podobnie skrytykował teorię Shawyera. FAQ umieszczone na stronie SPR Ltd. zawiera twierdzenie, że jest to wielkość zaniedbywalna. Najwięcej wątpliwości budzi zignorowanie w teorii urządzenia zasady zachowania pędu, chociaż sam Shawyer twierdzi, że działanie napędu jej nie narusza.
Wynalazca urządzenia aż do 2015 nie opublikował żadnej pracy na jego temat w czasopiśmie podlegającym recenzji naukowej i – jak sam twierdzi – podlegał atakom personalnym i kierowano wobec niego znieważające go obelgi, szczególnie w internecie. Dopiero 10 lipca 2015 ukazała się on-line publikacja naukowa Shawyera w Acta Astronautica, dotycząca drugiej generacji EmDrive. Wcześniej ukazały się publikacje w prasie popularnonaukowej, np. w New Scientist. Po publikacji artykułu w tym popularnym tygodniku, jego redakcja została skrytykowana za sensacyjny ton. Miesiąc później wydawca opublikował wyjaśnienia i przeprosiny za artykuł. Jednakże oprócz Shawyera także inni naukowcy opublikowali kilka prac dotyczących EmDrive w recenzowanych czasopismach naukowych (niektóre są wymienione w przypisach), część z nich ukazała się jeszcze przed publikacją naukową Shawyera.

## Próby eksperymentalne
Wbrew doniesieniom prasowym, NASA nie udowodniła jeszcze, że silnik w rzeczywistości będzie działał w przestrzeni kosmicznej poza magnetosferą Ziemi, aczkolwiek opublikowano już w naukowym recenzowanym czasopiśmie wyniki prób EmDrive w środowisku próżniowym, chociaż wciąż nie można wykluczyć błędów eksperymentalnych.
Jeszcze przed oficjalnym opublikowaniem artykułu naukowego NASA, José Rodal, Jeremiah Mullikin i Noel Munson ogłosili w kwietniu 2015 na forum NASASpaceFlight.com (jest to strona komercyjna, wbrew nazwie niezwiązana z NASA) wyniki badań, według których sprawdzili oni działanie silnika w próżni i wyeliminowali możliwe błędy pomiarowe, udowadniając przy tym ich zdaniem zasadę działania tego silnika.
W 2015 opublikowano wyniki badań przeprowadzonych przez Martina Tajmara z Uniwersytetu Technicznego w Dreźnie. Fizyk poinformował, że jego zdaniem silnik EmDrive uzyskał ciąg, ale nie stanowi to dowodu na działanie silnika. Zadaniem eksperymentu było sprawdzenie efektów ubocznych wcześniejszych metod używanych do badania silnika („Our test campaign can not confirm or refute the claims of the EMDrive but intends to independently assess possible side-effects in the measurements methods used so far”). Sam eksperyment został skrytykowany za jego niedokładne przeprowadzenie, błędy pomiarowe, a ogłoszone wyniki zostały określone jako „gierki słowne”.
Pierwsza naukowa publikacja Shawyera dotycząca EmDrive ukazała się 10 lipca 2015 w Acta Astronautica i dotyczyła drugiej generacji EmDrive.
Zdaniem Shawyera druga, kriogeniczna generacja EmDrive ma uzyskać tony ciągu, co pozwoli na zastosowanie napędu w niemal wszystkich obecnie używanych pojazdach.
W czerwcu 2016 niemiecki naukowiec i inżynier Paul Kocyla ogłosił crowdfunding w celu wysłania w przestrzeń kosmiczną EmDrive jego produkcji jako satelitę PocketQube.
W sierpniu 2016 Guido Fetta, założyciel przedsiębiorstwa Cannae Inc, ogłosił zamiar wystrzelenia CubeSat, miniaturowego satelity, wyposażonego w Cannae Drive. Jest to jego własna wersja napędu EmDrive.
14 października 2016 ukazał się wywiad filmowy z Shawyerem dla International Business Times UK przedstawiający m.in. przyszłość i historię rozwoju EmDrive oraz zainteresowanie wynalazkiem przez departamenty obrony USA i Wielkiej Brytanii, Pentagon, NASA i Boeinga. Shawyer przekazał dla niektórych z ww. organizacji całą techniczną dokumentację napędu oraz wersje demonstracyjne EmDrive dające ciąg 8 g i 18 g.
17 listopada 2016 opublikowano wyniki badań zespołu NASA, w których wstępnie potwierdzono pomiary wskazujące na wytwarzanie przez urządzenie ciągu, ale bez uznanego wytłumaczenia, w jaki sposób ma się to odbywać.
10 grudnia 2016 Chińska Agencja Kosmiczna ogłosiła na konferencji prasowej w Pekinie, że od 5 lat finansuje badania EmDrive i że zamierza zastosować ten napęd w swoich satelitach najszybciej jak to będzie możliwe oraz że w tej chwili testuje już ten napęd na orbicie Ziemi.
W 2018 brytyjski fizyk dr Mike McCulloch otrzymał dofinansowanie od DARPA w wysokości 1,3 mln USD na badanie przez niego i prof. Martina Tajmara w Niemczech wersji EmDrive opartej na rezonatorze laserowym (zamiast mikrofal) wg pomysłu Taylora oraz na badanie LEMdrive wg pomysłu McCullocha we współpracy z prof. Jose Luis Perez-Diazem w Hiszpanii.
Wstępne wyniki badań opublikowane na konferencji naukowej w maju 2018 wskazują na to, że generowany przez urządzenie „odrzut“ jest jedynie skutkiem ubocznym oddziaływania instalacji elektrycznej urządzenia z ziemskim polem magnetycznym. W trakcie eksperymentów potwierdzono, że umieszczony w urządzeniu pomiarowym „napęd“ wytwarza jakąś siłę, ale wykrywano ją także w warunkach w których urządzenie było zasilane, ale nie generowało fal mikrofalowych które z założenia mają odpowiadać za jego działanie. Według naukowców którzy przeprowadzili eksperyment, najprawdopodobniej może być to tylko wytłumaczone przez indukcję elektromagnetyczną części instalacji elektrycznej urządzenia w polu magnetycznym Ziemi. Pozorny efekt „odrzutu“ nie jest więc wytwarzany zgodnie z zamysłem twórcy urządzenia, ale stanowi jedynie przypadkowy efekt uboczny. Dotychczas nie opublikowano żadnej krytyki badań niemieckich naukowców z wyjątkiem uwag przedstawionych na prywatnym blogu oraz na forum NSF (str. 166 i dalsze).
Wyniki badań EmDrive opublikowane we wrześniu 2018 przez 3 niezależne zespoły (James (Monomorphic) Ciomperlik z USA, Mike McDonald z US Navy i Martin Tajmar z Niemiec) na warsztatach Advanced Propulsion Workshop 2018 w Estes Park wykazały, że EmDrivy zbudowane przez ich zespoły nie działają.
Publikacja zespołu Martina Tajmara na konferencji w październiku 2018 wskazuje, że nie osiągnięto prawdziwego ciągu, a jedynie dryft termiczny. W sierpniu 2019 ukazała się publikacja w Acta Astronautica.
Publikacje zespołu Martina Tajmara na konferencji w marcu 2021 wskazują na brak ciągu zarówno mikrofalowego EmDrive, jak i wersji optycznej (laserowej). Tajmar powtarzał także dwa różne eksperymenty Polaka Zbigniewa Komali oraz Hiszpana Jose Luis Perez-Diaza, w których oryginalnie raportowano uzyskanie ciągu, lecz zespół Tajmara ciągu nie uzyskał. Roger Shawyer skrytykował pracę Tajmara. Mike McCulloch wskazał na błędy podczas przeprowadzenia eksperymentu przez zespół Tajmara.